# Хвалетинці
Хвалетинці (словен. Hvaletinci) — поселення в общині Светий Андраж-в-Словенських Горицях, Подравський регіон‎, Словенія.